# Souhvězdí Malého medvěda
Malý medvěd (latinsky Ursa Minor, Malá medvědice) je souhvězdí severní oblohy, známější pod názvem „Malý vůz“. Je jedním z 88 moderních souhvězdí a také jedním z 48 souhvězdí uvedených Ptolemaiem. Bylo však známo již starořeckému astronomovi a matematikovi Thaletovi. Sousedí se souhvězdími Draka, Žirafy a Cefea. Jedná se o cirkumpolární souhvězdí, které je v severních zeměpisných šířkách stále nad obzorem. Na počátku 21. století se v Malém medvědovi nachází severní nebeský pól, Polárku od něj dělí pouze 0,7 úhlového stupně. Poloha severního nebeského pólu mezi hvězdami se mění vlivem precesního pohybu zemské osy, nejblíže k pólu bude Polárka okolo roku 2100, ve vzdálenosti 27,5 úhlové minuty, po tomto datu se od něj zase začne pozvolna vzdalovat.
Nejjasnější hvězdou je Polárka (α UMi), která má pro lidstvo velký praktický význam v tom, že identifikuje polohu nebeského severního pólu. Byla tak velmi důležitá pro navigaci, zejména pro námořníky. Polárka je obří žlutobílou proměnnou hvězdou a nejjasnější cefeidou hvězdné oblohy. Kochab (β UMi) je hvězdou, která již opustila hlavní posloupnost. Je oranžovým obrem s hvězdnou velikostí 2,08m a je jen o něco méně jasná než Polárka. Kochab a třetí nejjasnější hvězdu souhvězdí, Pherkad (γ UMi), nazývali starověcí námořníci strážci pólu. Planety byly zjištěny u čtyř hvězd, včetně Kochabu. Souhvězdí také obsahuje izolovanou neutronovou hvězdu Calvera a nejžhavějšího známého bílého trpaslíka H1504+65 s povrchovou teplotou 200 000 K.
Co do rozlohy patří Malému medvědovi 56. místo z 88 souhvězdí. Ve starověku bylo souhvězdí Malého medvěda považováno za dračí křídlo a tedy za součást souhvězdí Draka. Dračí křídlo je na rozdíl od asterismu sedmi hvězd Malého vozu vůz již zapomenuto. Řecký básník Aratos nazýval souhvězdí Κυνόσουρα (Kynosúra), tedy „psí ocas“.

## Charakteristika
Souhvězdí Malého medvěda hraničí se souhvězdím Žirafy na západě, se souhvězdím Draka na západě, jihu a východě a se souhvězdím Cefea na východě. S rozlohou 256 čtverečných stupňů se řadí na 56. místo z 88 souhvězdí. Třípísmenná zkratka souhvězdí, ve znění přijatém Mezinárodní astronomickou unií v roce 1922, je „UMi”. Oficiální hranice souhvězdí, jak je vyznačil Eugène Delporte v roce 1930, jsou vymezeny polygonem dvaadvaceti segmentů. V rovníkových souřadnicích je rektascenze mezi 08h 41,4m a 22h 54,0m, zatímco deklinace je od severního nebeského pólu na jih do 65,40°. Kvůli své poloze v blízkosti severního nebeského pólu je celé souhvězdí viditelné pouze pro pozorovatele na severní polokouli.
Souhvězdí je v mnoha českých zdrojích uváděno pod názvem Malý medvěd, někdy ale i jako Malá medvědice, což je správný překlad mezinárodního (latinského) názvu. Malý medvěd je běžně známý i pod starým babylonským pojmenováním Malý vůz, protože jeho sedm nejjasnějších hvězd vypadá, jakoby tvořily tvar vozu. Hvězda na konci oje vozu je Polárka. Polárku lze nalézt také tak, že se pětinásobně prodlouží spojnice dvou hvězd, Alfy a Bety Ursae Maioris, které tvoří zadní kola Velkého vozu. Čtyři hvězdy tvořící kola Malého vozu jsou druhé, třetí, čtvrté a páté hvězdné velikosti, a poskytují snadnou pomůcku k určení od jaké jasnosti jsou v určitý okamžik hvězdy viditelné, což je užitečné pro obyvatele měst se světelným znečištěním nebo k testování zraku.

## Zajímavé objekty

### Hvězdy

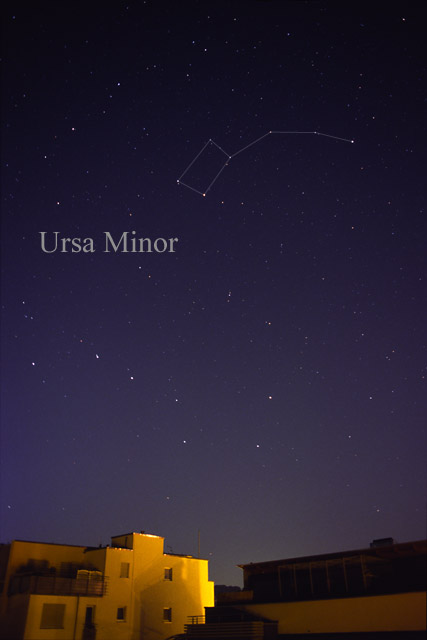
Souhvězdí Malého medvěda viditelné pouhým okem

Německý kartograf hvězdné oblohy Johann Bayer souhvězdí označil hvězdy od alfy po thétu, jeho krajan Jan Elert Bode postupně přidal Bayerovo označení pro hvězdy iótu až fí. Toto Bodeho značení však dodnes přežilo pouze u hvězd lambda a pí, snad protože se nachází blízko severnímu nebeskému pólu. V oblasti vymezené hranicemi souhvězdí je 39 hvězd jasnějších než nebo rovnajících se zdánlivé hvězdné velikosti 6,5m.
Hvězda nacházející se na konci ocasu Malého medvěda se nazývá Polárka neboli Alfa Ursae Minoris (α UMi) a je nejjasnější hvězdou souhvězdí, svou zdánlivou hvězdnou velikost mění v rozmezí 1,97m až 2,00m v periodě 3,97 dne. Nachází se přibližně 432 světelných let od Země. Polárka je nejjasnější cefeida viditelná ze Země. Jedná se o vícenásobnou hvězdu, jejíž hlavní složkou je žlutobílý veleobr. Spektrální třída hvězdy kolísá mezi F7Ib a F8Ib, má asi 6krát větší hmotnost než Slunce, 45 000krát větší svítivost a 45násobek slunečního poloměru. Dále má dva slabší průvodce, žlutobílé hvězdy hlavní posloupnosti, jsou od veleobra vzdálené 17 a 2400 astronomických jednotek a mají oběžnou dobu 29,6 roku a 42 tisíc let. K Polárce patří ještě dvě vzdálenější hvězdy, α UMi C a α UMi D.
Druhá nejjasnější hvězda souhvězdí Kochab (β UMi) je hvězda zdánlivé hvězdné velikosti 2,08m, a má jen o trošku menší jasnost než Polárka. Nachází se přibližně 131 světelných let od Země a je oranžovým obrem. Kochab pravděpodobně vyčerpal své zásoby vodíku a začal spalovat helium. Je baryovou hvězdou s nadbytkem barya. Hvězda se nachází mimo hlavní posloupnost a je spektrální třídy K4III. Mění nepatrně svou jasnost v periodě 4,6 dne, hmotnost se odhaduje na 1,3násobek sluneční. Kochab je 450krát jasnější a průměr má 42krát větší než Slunce a jeho povrchová teplota je přibližně 4130 K. Její stáří se odhaduje na 2,95 miliardy let s nejistotou ±1 miliardy let. Kochab má planetárního průvodce přibližně 6,1krát hmotnějšího než Jupiter s oběžnou dobou 522 dní.
Hvězda známá pod tradičním pojmenováním Pherkad (γ UMi) mění svou zdánlivou hvězdnou velikost mezi 3,04m a 3,09m v periodě 3,4 hodiny. Spolu s Kochabem získaly pojmenování strážci pólu. Je jasným bílým obrem spektrální třídy A3II-III s přibližně 4,8násobkem sluneční hmotnosti, je 1050krát jasnější a má přibližně 15krát větší poloměr než Slunce. Nachází se ve vzdálenosti 487±8 světelných let od Země. Patří mezi proměnné hvězdy typu Delta Scuti s kratší periodou rotace (maximálně šest hodin). Jedná se o pulzující hvězdy, které se používají jako standardní svíčky pro měření vzdáleností ve vesmíru a jsou předmětem studia hvězdné seismologie. Patří mezi ně pravděpodobně též Zéta Ursae Minoris (ζ UMi), bílá hvězda spektrální třídy A3Vn. Hvězda se již začala ochlazovat, rozpínat a zjasňovat. Je pravděpodobné, že než se stala současnou mírně proměnnou hvězdou, patřila mezi hvězdy hlavní posloupnosti. Éta Ursae Minoris (η UMi) má hvězdnou velikost 4,95m a je nejméně jasnou ze sedmi hvězd Malého vozu. Je žlutobílou hvězdou hlavní posloupnosti spektrální třídy F5V ve vzdálenosti 97 světelných let od Země. Má dvojnásobek průměru Slunce, 1,4krát větší hmotnost a 7,4násobek jasnosti Slunce. Nedaleko Zéty se nachází Théta Ursae Minoris (θ UMi), hvězda jasnosti 5,00m. Nachází se 860±80 světelných let od Země a je oranžovým obrem spektrální třídy K5III, který se ochlazuje, zvětšuje svůj objem a opouští hlavní posloupnost. Odhadovaný průměr je okolo 4,8násobku slunečního průměru.

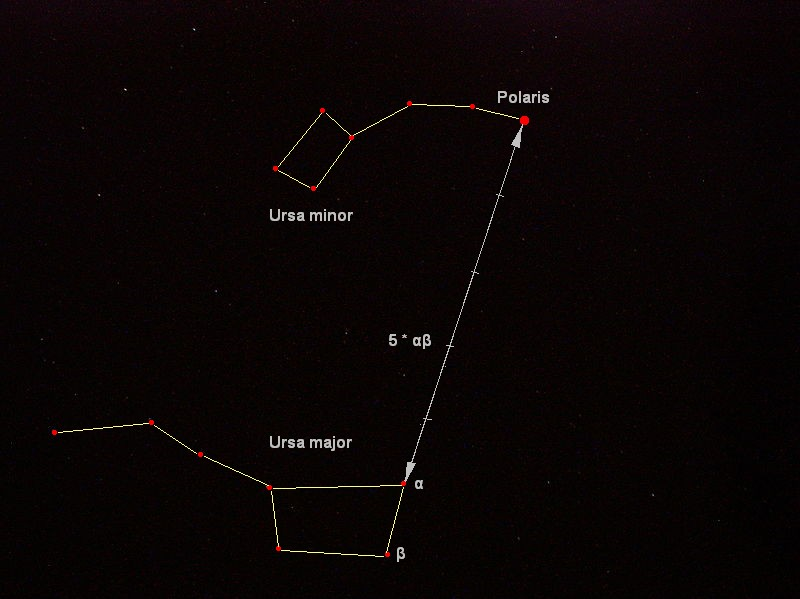
Velký a Malý vůz vzhledem k Polárce

Oj Malého vozu tvoří kromě Polárky ještě hvězdy Delta (δ UMi) a Epsilon Ursae Minoris (ε UMi). Delta Ursae Minoris, jež je od severního nebeského pólu vzdálena pouhého 3,5 úhlového stupně, je bílou hvězdou hlavní posloupnosti spektrální třídy A1V, zdánlivé hvězdné velikosti 4,35m Nachází se ve vzdálenosti 172±1 světelných let od Země. Tradiční název hvězdy je Yildun, má přibližně 2,8násobek průměru a 47krát větší svítivost než Slunce. Trojhvězda Epsilon Ursae Minoris je proměnnou hvězdou o průměrné svítivosti 4,22m Hlavní složkou trojhvězdy je žlutý obr spektrální třídy G5III, proměnná hvězda typu RS Canum Venaticorum. Jde totiž o spektroskopickou dvojhvězdu, její společník je ve vzdálenosti 0,36 AU. Třetí oranžová hvězda hlavní posloupnosti spektrální třídy K0 se nachází ve vzdálenosti 8100 AU.
V blízkosti Polárky se nachází Lambda Ursae Minoris (λ UMi), červený obr spektrální třídy M1III. Jedná se o polopravidelnou proměnnou hvězdu, jejíž jasnost se pohybuje mezi 6,35m až 6,45m. Hvězda se nachází necelý stupeň od severního nebeského pólu. Červený obr R Ursae Minoris je polopravidelnou proměnou hvězdou, jejíž jasnost se pohybuje mezi 8,5m do 11,5m v periodě 328 dní, zatímco S Ursae Minoris je dlouhoperiodická proměnná hvězda, která mění svou jasnost mezi 8,0m a 11m během 331 dní. Jižně od Kochabu a Pherkadu se nachází hvězda RR Ursae Minoris, červený obr spektrální třídy M5III, který je také polopravidelnou proměnnou hvězdou, měnící svojí jasnost v rozmezí od 4,44m do 4,85m v průběhu 43,3 dne. T Ursae Minoris je další červený obr, dlouhoperiodická proměnná hvězda typu Mira. Její jasnost se pohybuje v rozmezí 7,8m do 15m v periodě 310 až 315 dní. Nové výzkumy ale ukazují, že její perioda se zkracuje a hvězda se změnila na polopravidelnou proměnnou hvězdu. U hvězdy nastal počátek záblesku heliové slupky. Jedná se o velmi nestabilní proces. Po většinu doby probíhá pouze nukleosyntéza vodíku na vnitřní straně obalu hvězdy. Heliový popel z hoření se po dobu desítek až stovek tisíců let ukládá do slupky kolem jádra. Po překročení určité hustoty a teploty ale dojde k zapálení této slupky a helium se zde začne přeměňovat na uhlík a kyslík. Tím dojde k zadušení vodíkového spalování, které se také přesouvá víc směrem k okraji. Vzroste tak zářivý výkon hvězdy. Obal hvězdy reaguje expanzí a ochlazením. Z Ursae Minoris je málo jasná proměnná hvězda, která náhle změnila svou jasnost o 6 magnitud v roce 1992. Byla identifikována jako jedna z málo známých proměnných hvězd typu R Coronae Borealis.
V souhvězdí se vyskytují též zákrytové proměnné hvězdy (vícenásobné hvězdné systémy, v nichž jedna složka periodicky zastiňuje jinou). Jednou z nich je W Ursae Minoris, měnící jasnost v rozmezí 8,51m až 9,59m v periodě 1,7 dne. Kombinované spektrum hvězd je A2V, hmotnost hvězd není známa. Malé změny jasnosti v roce 1973 naznačují, že existuje třetí složka systému (s největší pravděpodobností červený trpaslík) s oběžnou dobu 62,2±3,9 let. RU Ursae Minoris je též zákrytovou proměnnou hvězdou, která mění jasnost z 10,0m na 10,66m v periodě 0,52 dne. Jedná se o těsnou dvojhvězdu, ve které je z jedné na druhou hvězdu přenášena hmota pomocí Rocheova laloku.
RW Ursae Minoris je kataklyzmická proměnná hvězda, která zazářila jako nova v roce 1956, kdy dosáhla šesté hvězdné velikosti. V roce 2003 byla ještě o dvě magnitudy jasnější než byla její obvyklá jasnost a svou jasnost snižuje o 0,02 magnitudy za rok. Její vzdálenost byla vypočítána na 5000±800 parseků (16 300 světelných let), což znamená, že se nachází v galaktickém halu.
Calvera je zdroj rentgenového záření, který své jméno dostal podle záporné postavy z filmu Sedm statečných. Má označení 1RXS J141256.0+792204 v ROSAT All-Sky Survey Bright Source Catalog (RASS/BSC). Byl identifikován jako izolovaná neutronová hvězda, jedna z nejbližších Zemi. V souhvězdí jsou i dva záhadní bílí trpaslíci. H1504+65 je slabá (magnituda 15,9) hvězda, která má nejvyšší povrchovou teplotu (cca 200 000 K) z dosud objevených bílých trpaslíků. Jeho atmosféru tvoří zhruba z poloviny uhlík, z poloviny kyslík a dvě procenta neonu. Atmosféra postrádá vodík a hélium a její složení je nevysvětlitelné podle současných modelů hvězdného vývoje. WD 1.337+705 je chladný bílý trpaslík, jehož spektru byl objeven hořčík a křemík, což naznačuje společníka hvězdy nebo cirkumstelární disk, ovšem žádná z těchto možností není potvrzena.
WISE 1506+7027 je hnědým trpaslíkem spektrální třídy T6, nacházejícím se pouhých 11,1 světelných let od Země. Má nízkou jasnost 14. magnitudy a byl objeven pomocí družice Wide-field Infrared Survey Explorer (WISE) v roce 2011.

### Exoplanety
Kochab a další tři hvězdy souhvězdí mají potvrzené exoplanety. 11 Ursae Minoris je oranžový obr spektrální třídy K4III, zhruba 1,8krát hmotnější než Slunce, stáří přibližně 1,5 miliardy let. Hvězda se již začala ochlazovat a zvětšovat svou objem, protože byla hvězdou spektrální třídy A hlavní posloupnosti. Nachází se ve vzdálenosti přibližně 390 světelných let a má jasnost 5,04m. Planeta je přibližně 11krát hmotnější než Jupiter a byla objevena v roce 2009. Hvězdu oběhne za 516 dne. HD 120084 je žlutá obří hvězda spektrální třídy G7III, zhruba 2,4krát hmotnější než Slunce. Obíhá ji planeta 4,5krát hmotnější než Jupiter, jež má s výstředností 0,66 jednu z nejvíce excentrických drah, jaké byly dosud objeveny. Její existence byla zjištěna přesným měřením radiální rychlosti hvězdy v roce 2013. HD 150706 je Slunci podobná hvězda spektrální třídy G0V ve vzdálenosti 89 světelných let. Ve studii publikované v roce 2007 se píše o planetě podobné hmotností jako Jupiter, která obíhá hvězdu ve vzdálenosti 0,6 AU. Novější studie z roku 2012 nicméně údaje předchozí studie rozporuje a uvádí, že planeta je asi 2,7krát hmotnější než Jupiter, hvězdu oběhne jednou za 16 let a nachází se vzdálenosti 6,8 AU od hvězdy.

### Objekty hlubokého vesmíru

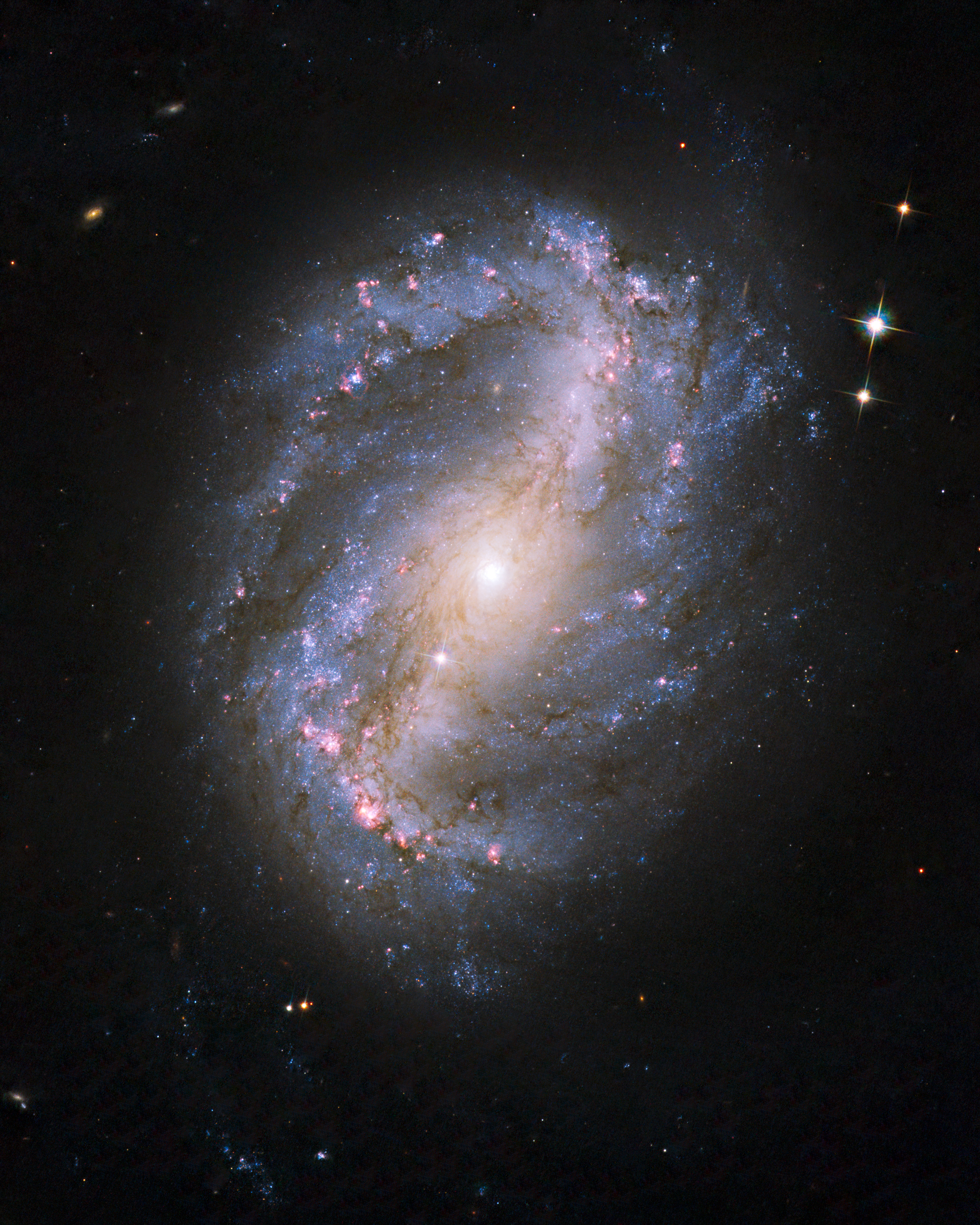
NGC 6217

Souhvězdí Malého medvěda je chudé na jasné objekty hlubokého vesmíru. Nachází se zde trpasličí sférická galaxie Ursa Minor, která byla objevena Albertem Georgem Wilsonem na Lowellově observatoři v přehlídce hvězdné oblohy Survey Palomar Sky v roce 1955. Její centrum se nachází přibližně 225 tisíc světelných let od Země. V roce 1999 Kenneth Mighell a Christopher Burke pomocí Hubbleova vesmírného teleskopu potvrdili, že v ní existovaly hvězdotvorné oblasti, které byly činné po dobu 2 miliard let v době před 14 miliardami lety, a že galaxie je pravděpodobně stejně stará jako Mléčná dráha.
NGC 6217 je spirální galaxií s příčkou ve vzdálenosti 67 miliónů světelných let, kterou můžeme spatřit již v dalekohledu s objektivem větším než 10 cm jako objekt 11. magnitudy 2,5 stupně východoseverovýchodně od hvězdy Zéta Ursae Minoris (ζ UMi). V galaxii se dodnes nachází aktivní hvězdotvorné oblasti a v porovnání s běžnou galaxií v ní vznikají hvězdy vysokou rychlostí.
NGC 6251 je aktivní eliptická radiogalaxie ve vzdálenosti více než 340 miliónů světelných let od Země. Je Seyfertovou galaxií typu Seyfert II a v jejím středu se nachází černá díra, jejíž existence je nepřímo dokazána výtryskem hmoty a záření, dlouhým 3 milióny světelných let. Galaxie je pravděpodobně spojena s oblastí 3EG J1621+8203, která emituje vysokoenergetické gama záření. V roce 1977 v ní byl objeven jeden z nejjasnějších známých výtrysků radiového záření ve vesmíru.

### Meteorické roje
V blízkosti Kochabu (β UMi) se nachází radiant meteorického roje Ursid. Jde o nevýrazný meteorický roj, který je aktivní mezi 18. a 25. prosincem. Mateřskou kometou je 8P/Tuttle. Roj byl objeven v roce 1914 a jeho radiant byl potvrzen v letech 1931 a 1933. Systematický výzkum roje započal Antonín Bečvář v roce 1945 v observatoři na Skalnatém plese na Slovensku.

## Historie a mytologie

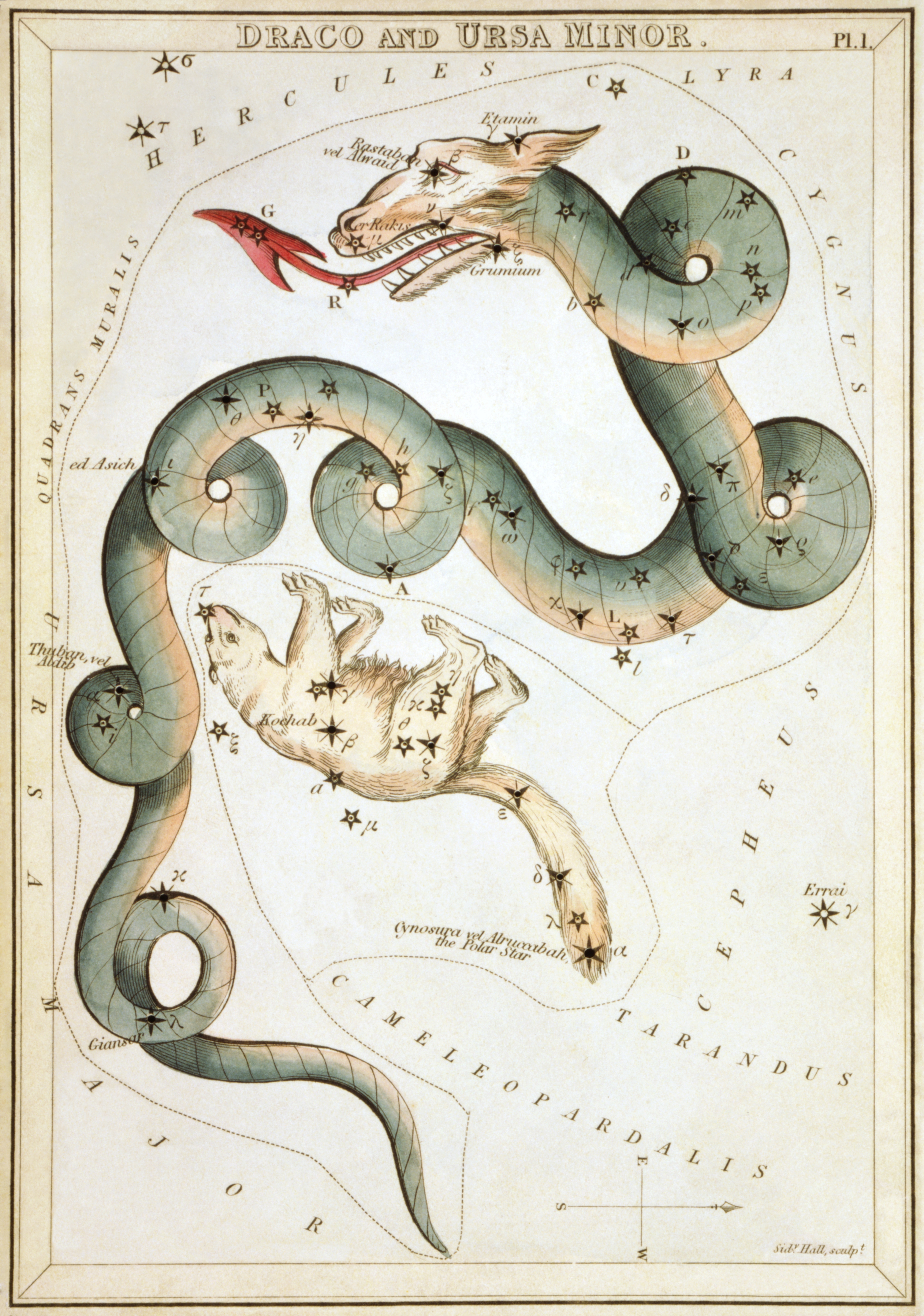
Souhvězdí Draka a Malého medvěda ve hvězdném atlase Urania's Mirror, vydaného v roce 1825 v Londýně

V okolí nebeského pólu byla v babylónských klínopisných tabulkách dvě souhvězdí Vozu MAR.GID.DA (Velký vůz či souhvězdí Velké medvědice) a MAR.GID.DA.AN.NA (Malý vůz či Malá medvědice). Oba Vozy obíhaly pozpátku kolem souhvězdí či hvězdy představující osobu držící jho.
V tabulce MUL.APIN nalezneme i hvězdu IBILA.E.MAH – Hvězda stojící na své smyčce či Dědic posvátného chrámu. Jedná se o hvězdu, která v historii dostala i další jména, v novověku ale zvítězil název Polárka, protože jako jasná hvězda nejlépe označuje severní nebeský pól. Babylonské pojmenování hvězdy ukazuje, že si tamní hvězdáři byli vědomi posunu nebeského pólu od Thubanu směrem k Polárce – Dědici posvátného chrámu.
První zmínka o souhvězdí Malého medvěda v řeckých textech pochází od filosofa Thalése z Milétu z 6. století před naším letopočtem. Poukazuje na to, že na hledání severu je souhvězdí přesnější než souhvězdí Velké medvědice. Název převzal od Féničanů z východního Středomoří a souhvězdí mělo jméno Phoenikē. Homer znal pouze jednu medvědici, a je otázkou, co viděl v hvězdách Malého medvěda a zda pro něj byly vůbec souhvězdím.
Souhvězdí Malého medvěda, včetně méně viditelných hvězd, které jsou ještě viditelné prostým okem, se nejasně podobá medvědovi (s neobvyklým dlouhým ocasem). Společně se souhvězdím Velké medvědice je toto souhvězdí součástí mýtu o Kallistó. Kallistó byla dcerou arkadského krále Lykáóna. Svou krásou upoutala pozornost vládce bohů Dia, který ji svedl. Ze spojení se narodil syn Arkas. Když se o Diově nevěře dověděla jeho božská manželka Héra, proměnila Kallistó za trest v medvěda. Arkas dospěl a jednoho dne na lovu narazil na medvědici. Netuše, že jde o jeho vlastní matku, rozhodl se bránit. Zeus, aby zabránil matkovraždě, proměnil Arkase v malého medvěda a spolu s matkou ho přenesl na oblohu. Héra si však alespoň vymínila, že musí stále putovat po obloze a nemohou si nikdy odpočinout pod obzorem.
Ve variaci tohoto příběhu reprezentuje Arkase souhvězdí Pastýře a souhvězdí Malého medvěda je považováno za jeho psa. Tento příběh je starší a rozumně vysvětluje přílišnou délku ocasu a zastaralý alternativní název Cynosura (psí ocas) pro Polárku.
V jiné báji jsou souhvězdí Velké medvědice a Malého medvěda dva medvědi, kteří se starali o malého Dia, když ho jeho matka Rheia ukryla na Krétě před jeho otcem Kronem, aby ho nepozřel jako ostatní jejich děti. Zeus je pak učinil z vděčnosti nesmrtelnými tím, že je umístil na oblohu tak, aby nikdy nezapadli.
Pro mnoho jiných kultur byl Malý medvěd otvorem, v němž má ložisko čep světového mlýna. V hindské mytologii se Polárka nazývala Dhruva (slovem je míněna tyč) a za názvem stojí příběh, jak se stala hvězdou.
V inuitské astronomii byly tři nejjasnější hvězdy souhvězdí, Polárka, Kochab a Pherkad, známy jako Nuutuittut což znamenalo nikdy v pohybu, ačkoli termín byl často používán v jednotném čísle a odkazoval pouze na Polárku.

## Odraz v kultuře
O souhvězdí je zmínka ve Stopařově průvodci po Galaxii od Douglase Adamse, nachází se v něm mamutí nakladatelství v Malém medvědu, které vydalo Stopařův průvodce po Galaxii.